# 오분순삭
오분순삭은 문화방송(MBC)에서 2019년 9월 15일부터 서비스를 시작한 유튜브 채널이다. 채널이 독립되기 이전에 문화방송(MBC) 유튜브 채널인 MBC엔터테인먼트에서 처음 시작되었다. 급격한 인기에 힘입어 2019년 10월 1일에 채널이 독립되었다.

## 서비스 콘텐츠

### 연재 중
|       | 월              | 화       | 수              | 목       | 금              | 토       | 일       |
| ----- | --------------- | -------- | --------------- | -------- | --------------- | -------- | -------- |
| 17:30 | 안녕 프란체스카 | 무한도전 | 안녕 프란체스카 | 무한도전 | 안녕 프란체스카 | 무한도전 | 무한도전 |
| 18:00 | 나 혼자 산다    |          | 나 혼자 산다    |          | 나 혼자 산다    |          |          |
| 20:00 | 우리 결혼했어요 |          | 우리 결혼했어요 |          |                 |          |          |

### 연재 종료
- 무릎팍도사
- 지붕뚫고 하이킥!
- 뜨거운 형제들
- God의 육아일기
- 아빠! 어디가?
- 거침없이 하이킥!
- 진짜 사나이